# جنوب الصعيد
جنوب الصعيد هو إقليم مصري يقع في جنوب مصر و يطل على البحر الأحمر و حدوده البحر الأحمر من الشرق و من الجنوب دولة السودان و من الغرب دولة ليبيا و من الشمال إقليم شمال الصعيد.
يضم الإقليم 7 محافظات هي البحر الأحمر و الوادي الجديد و محافظة أسيوط و سوهاج و قنا و الأقصر و اسوان

## أهم مدن الإقليم
- الغردقة
- سفاجا
- مرسي علم
- أسوان
- الاقصر
- قنا
- نجع حمادي
- جرجا
- سوهاج
- محافظة أسيوط
- الخارجة

## مطارات الإقليم
يوجد في الإقليم ثماني مطارات دولية هي
- مطار محافظة أسيوط الدولي
- مطار سوهاج الدولي
- مطار الأقصر الدولي
- مطار اسوان الدولي
- مطار ابي سمبل
- مطار الخارجة الدولي
- مطار الغردقة الدولي
- مطار مرسي علم الدولي